# Sânsimion
Sânsimion is een gemeente in Harghita. Sânsimion ligt in de regio Transsylvanië, in het midden van Roemenië.
De gemeente behoort tot het Szeklerland en de meerderheid is etnisch Hongaars. In de gemeente staat een bierbrouwerij van het merk Csíki Sör. In 2016 en 2017 was er een conflict tussen de brouwerij en de door Heineken in eigendom zijnde brouwerij Ciuc Ber over de merknaam. Uiteindelijk is het conflict opgelost mede door druk van de Hongaarse regering die dreigde om Heineken bier met een rode ster op de verpakking te verbieden.
Atid · Avrămești · Bilbor · Brădești · Căpâlnița · Cârța · Ciceu · Ciucsângeorgiu · Ciumani · Corbu · Corund · Cozmeni · Dănești · Dârjiu · Dealu · Ditrău · Feliceni · Frumoasa · Gălăuțaș · Joseni · Lăzarea · Leliceni · Lueta · Lunca de Jos · Lunca de Sus · Lupeni · Mădăraș · Mărtiniș · Merești · Mihăileni · Mugeni · Ocland · Păuleni-Ciuc · Plăieșii de Jos · Porumbeni · Praid · Racu · Remetea · Săcel · Sâncrăieni · Sândominic · Sânmartin · Sânsimion · Sântimbru · Sărmaș · Satu Mare · Secuieni · Siculeni · Șimonești · Subcetate · Suseni · Tomești · Tulgheș · Tușnad · Ulieș · Vărșag · Voșlăbeni · Zetea